# Шидлув (гміна)
Гміна Шидлув (пол. Gmina Szydłów) — місько-сільська гміна у східній Польщі. Належить до Сташовського повіту Свентокшиського воєводства.
Станом на 31 грудня 2011 у гміні проживало 4823 особи.

## Територія
Згідно з даними за 2007 рік площа гміни становила 107.53 км², у тому числі:
- орні землі: 78.00%
- ліси: 15.00%

Таким чином, площа гміни становить 11.63% площі повіту.

## Населення
Станом на 31 грудня 2011:
| Опис     | Загалом | Загалом | Чоловіки | Чоловіки | Жінки | Жінки |
| -------- | ------- | ------- | -------- | -------- | ----- | ----- |
| одиниця  | осіб    | %       | осіб     | %        | осіб  | %     |
| все      | 4823    | 100     | 2442     | 50.63    | 2381  | 49.37 |
| міське   | 0       | 100     | 0        |          | 0     |       |
| сільське | 4823    | 100     | 2442     | 50.63    | 2381  | 49.37 |

## Сусідні гміни
Гміна Шидлув межує з такими гмінами: Ґнойно, Пешхниця, Ракув, Сташув, Тучемпи.